# Mall of Arabia
Mall of Arabia será un enorme centro comercial construido como parte del complejo City of Arabia en el parque temático Dubailand de Dubái. Este centro comercial fue anunciado por el Grupo Ilyas and Mustafa Galadari Group e incluirá instalaciones de entretenimiento, un teatro y un exterior inspirado en el antiguo Medio Oriente. La Fase 1 tiene un área total de 370.000 m², sin embargo, cuando todas las fases hayan sido completadas, el área total será de 930.000m², convirtiéndose en el mayor centro comercial del mundo. 
Tiene dos pisos de tiendas y centros de entretenimiento, además incluye hoteles y numerosas instalaciones de ocio. 
En su primera fase, habrá 10.400 plazas de aparcamiento cubierto. En agosto de 2005 Starbucks anunció que el mayor café Starbucks se construiría en el plaza central del centro comercial, simbolizando la larga asociación de Oriente Medio con el café y la expansión del negocio internacional en Dubái. Será rival del cercano Dubai Mall, que se espera sea el mayor centro comercial del mundo, siempre y cuando su construcción finalice antes que el Mall of Arabia.